# Lachemilla jamesonii
Lachemilla jamesonii är en rosväxtart som först beskrevs av Perry, och fick sitt nu gällande namn av Werner Hugo Paul Rothmaler. Lachemilla jamesonii ingår i släktet Lachemilla och familjen rosväxter. IUCN kategoriserar arten globalt som sårbar. Inga underarter finns listade i Catalogue of Life.